# Özlem Çınar
Özlem Çınar (* 2. Oktober 1974 in Istanbul) ist eine türkische Schauspielerin.

## Biografie
Özlem Çınar wurde am 2. Oktober 1974 in Istanbul geboren. Sie studierte an der Trakya Üniversitesi. Ihr Debüt gab sie 2000 in dem Film Herkes Kendi Evinde. Anschließend trat sie 2002 in Gülbeyaz auf. Im selben Jahr war sie in der Fernsehserie Yarım Elma zu sehen. 2003 wurde sie für die Serie Hayalet gecastet. Von 2004 bis 2005 setzte sie ihre Karriere in Aliye fort. Seit 2006 spielt Çınar in der Serie Arka Sokaklar die Hauptrolle. 2018 bekam sie in İkizler Memo-Can eine Nebenrolle.

## Filmografie
Filme
- 2000: Herkes Kendi Evinde
- 2005: Ne Gezer Aşk Dağlarda

Serien
- 2002: Gülbeyaz
- 2002: Yarım Elma
- 2003: Hürrem Sultan
- 2004: Hayalet
- 2004–2005: Aliye
- seit 2006: Arka Sokaklar
- 2018: İkizler Memo-Can